# Tamara Andreevna Milaškina
Tamara Andreevna Milaškina (Astrachan', 13 settembre 1934 – Vienna, 10 gennaio 2024) è stata un soprano sovietico.
Il New Grove Dictionary of Opera ha descritto la sua voce come "dal timbro distinto e di calore e bellezza inusuale", lodandone anche la "profondità emotiva".

## Biografia
Nata ad Astrachan' nel 1934, Tamara Andreevna Milaškina studiò canto al Conservatorio di Mosca, diplomandosi nel 1959. Nel 1957 vinse il World Festival of Youth and Students, mentre nel 1958 fu scritturata dal Teatro Bol'šoj, con cui esordì nel ruolo di Tat'jana nell'Eugenio Onegin. Continuò a cantare al Bol'šoj fino al 1989, apparendo sulle scene moscovite in ruoli quali Caterina ne La bisbetica domata, Aida, Leonora ne Il trovatore, Tosca, Elisabetta in Don Carlo, Amelia in Un ballo in maschera, Desdemona in Otello e Lyubka in Semën Kotko. 
Tra il 1961 e il 1962 perfezionò gli studi canori a Milano e nel 1962 divenne il primo soprano sovietico a cantare al Teatro alla Scala, ove esordì come Lidia ne La battaglia di Legnano, diretta da Gianandrea Gavazzeni. Insieme alla compagnia del Bol'šoj, cantò nuovamente alla Scala come Lisa ne La dama di picche e Nataša in Guerra e pace nella stagione 1963/1964 e poi ancora come Tat'jana in Onegin e Jaroslavna ne Il principe Igor' nella stagione 1972/1973. Nel 1966 esordì alla Wiener Staatsoper come Aida e tornò a cantare a Vienna in diverse occasioni fino al 1975, sostenendo i ruoli di Elisabetta, Leonora, Lisa e Tosca. Fu proprio nel ruolo di Tosca che fece il suo debutto all'Opéra national de Paris nel 1969 e alla Deutsche Oper Berlin, ove apparve come Tosca e Tat'jana nel 1974. Sempre nel 1974 fece il suo debutto con l'Opera Nazionale Greca come Leonora ne Il trovatore, tornandovi poi due anni più tardi come Tat'jana. Nel 1975 fece il suo debutto al Metropolitan Opera House, apparendo accanto al marito Vladimir Andreevič Atlantov in Onegin e La dama di picche. Nel 1973 fu nominata Artista del popolo dell'Unione Sovietica.
Dopo il ritiro dalle scene di trasferì a Vienna, dove morì nel 2024 all'età di 89 anni.

## Repertorio
| Ruolo                | Titolo                                                                 | Autore           |
| -------------------- | ---------------------------------------------------------------------- | ---------------- |
| Jaroslavna           | Il principe Igor'                                                      | Borodin          |
| Natal'ja             | L'Opričnik                                                             | Čajkovskij       |
| Tat'jana             | Eugenio Onegin                                                         | Čajkovskij       |
| Marija               | Mazepa                                                                 | Čajkovskij       |
| Lisa                 | La dama di picche                                                      | Čajkovskij       |
| Donna Anna           | Il convitato di pietra                                                 | Dargomyžskij     |
| Nataša Rostova       | Guerra e pace                                                          | Prokof'ev        |
| Lyubka               | Semën Kotko                                                            | Prokof'ev        |
| Floria Tosca         | Tosca                                                                  | Puccini          |
| Volchova             | Sadko                                                                  | Rimskij-Korsakov |
| Vera Dmitrevna       | La boiarda Vera Šeloga                                                 | Rimskij-Korsakov |
| Fevronija            | La leggenda dell'invisibile città di Kitež e della fanciulla Fevronija | Rimskij-Korsakov |
| Caterina             | La bisbetica domata                                                    | Šebalin          |
| Lida                 | La battaglia di Legnano                                                | Verdi            |
| Leonora              | Il trovatore                                                           | Verdi            |
| Amelia               | Un ballo in maschera                                                   | Verdi            |
| Elisabetta di Valois | Don Carlo                                                              | Verdi            |
| Aida                 | Aida                                                                   | Verdi            |
| Desdemona            | Otello                                                                 | Verdi            |
| Mrs. Alice Ford      | Falstaff                                                               | Verdi            |